# Seznam rižských biskupů a arcibiskupů

## Biskupové lotyšští (vIkšķile- Üxküll)
- Sv. Meinhard von Segeberg (1186 – 1196)
- Berthold von Hannover, O.Cist. (1196 – 1198)
- Albrecht von Buxhoeveden (1198 – 1229)
- Nikolaus von Nauen ( 1231 – 1253)

## Arcibiskupové rižští (1253 – 1563)
- Albert Suerbeer, O.P. (1253 – 1273)
- Johannes von Lune (1274 – 1286)
- Johannes von Vechta (1286 – 1294)
- Johannes von Schwerin (1295 – 1300)
- Isarnus Takkon (1300 – 1302)
- Jens Grand (1302 – 1310) (titulární)
- Fridrich z Pernštejna, O.F.M. (1304 – 1340)
- Engelbert von Dolen (1341 – 1347)
- Fromhold von Vifhusen (1348 – 1370)
- Siegfried Blomberg (1370 – 1374)
- Johannes von Sinten (1374 – 1393)
- Johannes von Wallenrodt (1393 – 1418)
- Johannes Ambundii (1418 – 1424)
- Henning Scharpenberg (1424 – 1448)
- Silvester Stodewescher, O.T. (1448 – 1479)
- Stephan Grube O.T. ( 1480 – 1483)
- Michael Hildebrand (1484 – 1509)
- Jasper Linde (1509 – 1524)
- Johannes Blankenfeld (1524 – 1527)
- Thomas Schoning (1531 – 1539)
- Wilhelm von Brandenburg-Ansbach-Kulmbach (1539 – 1563)

## Biskupové a arcibiskupové od roku 1918
- Eduard O'Rourke (1918 – 1920)
- Antonijs Springovičs (1920 – 1958)
  - Pēteris Strods (1958 – 1960) (apoštolský administrátor)
  - Julijans Vaivods (1964 – 1990) (apoštolský administrátor)
  - Jānis Cakuls (1990 – 1991) (apoštolský administrátor)
- Jānis Pujats (1991 – 2010)
- Zbigņevs Stankevičs, od 2010